# Наоши Накамура
Наоши Накамура (јап. 中村 直志; 27. јануар 1979) јапански је фудбалер.

## Каријера
Током каријере играо је за Нагоја Грампус.

## Репрезентација
За репрезентацију Јапана дебитовао је 2006. године.

## Статистика
| Јапан  | Јапан | Јапан |
| Год.   | Ута.  | Гол.  |
| ------ | ----- | ----- |
| 2006   | 1     | 0     |
| Укупно | 1     | 0     |